# کرایسلر فایرپاور
کرایسلر فایرپاور (به انگلیسی: Chrysler Firepower) یک خودروی مفهومی مبتنی بر دوج وایپر بود که در سال ۲۰۰۵ تولید شد. فایرپاور برخی از نشانه‌های ظاهری کرایسلر کراس‌فایر را دارد. به‌گفتهٔ کرایسلر، موتور ۶٫۱ لیتری همی وی۸، ۴۲۵ اسب بخار (۳۱۷ کیلووات) تولید می‌کند و می‌تواند خودرو را در ساعت ۴٫۵ ثانیه به سرعت ۰–۶۰ مایل برساند و حداکثر سرعت آن ۱۷۴ مایل در ساعت است. این خودروی مفهومی زمانی روی جلد کار اند درایور قرار گرفت.
طراحان مسئول طراحی برایان نیلندر (خارجی) و گرگ هاول (داخلی) بودند که روی خودروی مفهومی ام‌ئی چهار-دوازده نیز کار می‌کردند.

## طرح‌هایی برای تولید
خودروی مفهومی فایرپاور برای اثبات اینکه کرایسلر واقعاً می‌تواند یک خودروی هیبریدی با استفاده از سخت‌افزار موجود بسازد ساخته شد. نشانه‌هایی در اوایل سال ۲۰۰۶ نشان می‌دهد که فایرپاور با استفاده از همان سخت‌افزار مفهومی وارد تولید می‌شود، اما در اواخر همان سال کرایسلر رسماً اعلام کرد که فایرپاور تولید نخواهد شد، زیرا آنها نتوانستند راهی مناسب برای انجام این کار پیدا کنند.

## نگارخانه

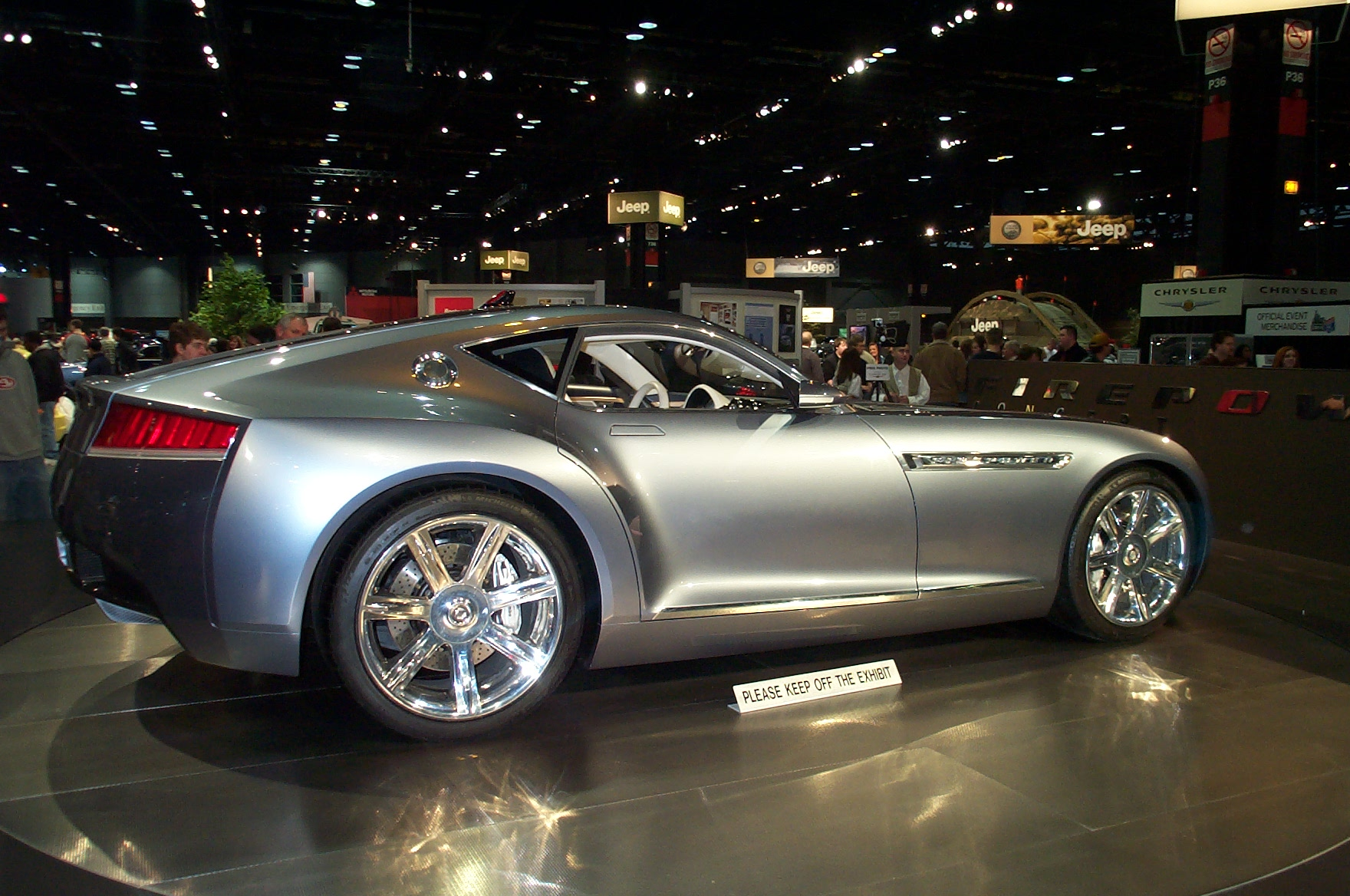
کرایسلر فایرپاور در نمایشگاه خودرو شیکاگو ۲۰۰۵.